# Wojciech Żywny
Wojciech Żywny (Mšeno, 13 maggio 1756 – Varsavia, 21 febbraio 1842) è stato un pianista e insegnante polacco.

## Biografia
Originario della Cecoslovacchia, fu il primo e unico insegnante di pianoforte di Fryderyk Chopin, del quale scoprì il grande talento musicale.